# Karmacs
Karmacs è un comune dell'Ungheria di 834 abitanti (dati 2001). È situato nella contea di Zala.